# Parmenion
Parmenion (altgriechisch Παρμενίων Parmeníōn; * um 400 v. Chr.; † Ende 330 v. Chr. in Ekbatana, einer Stadt in Medien) war ein makedonischer General. Er diente zunächst König Philipp II. von Makedonien und später dessen Sohn Alexander. Er galt als einer der fähigsten makedonischen Feldherren.

## Leben
Parmenion hatte drei Söhne: Philotas, Nikanor und Hektor sowie wenigstens eine Tochter, die zunächst den Feldherrn Attalos und dann Koinos heiratete. Parmenion scheint gute Beziehungen zu den Familien des makedonischen Hochlands unterhalten zu haben. Alle drei Söhne starben während Alexanders Persienfeldzug.
Parmenion unterstützte Philipp bei dessen Regierungsantritt, wobei er auch einen Anhänger von Philipps Bruder und Vorgänger Perdikkas ausschaltete. Anschließend kämpfte Parmenion 356 gegen die Illyrer, die eine ständige Gefahr für die Nordgrenze Makedoniens darstellten. Dabei zeigte Parmenion großes Geschick und fand die ausnahmslose Anerkennung Philipps. Parmenion tat sich auch bei Philipps Unterwerfung der griechischen Stadtstaaten hervor, darunter Athen und Theben. In der Schlacht kommandierte Parmenion in der Regel die Infanterie der linken Flanke, sein Sohn Philotas war einer der Befehlshaber der Reiterei.
336 v. Chr. wurde er zusammen mit Attalos und 10.000 Mann nach Kleinasien entsandt, um den von Philipp geplanten Krieg gegen die Perser vorzubereiten. Er kämpfte mit wechselndem Erfolg, als ihn plötzlich die Nachricht vom Tode Philipps erreichte. Attalos, der Alexander feindlich gesinnt war, wurde von Parmenion ermordet, obwohl er mit ihm verschwägert war. Damit machte Parmenion klar, dass er den Thronanspruch Alexanders ohne Einschränkung unterstützte. In der Folgezeit wurden die Makedonen in Kleinasien von den Persern, die unter dem Befehl des Griechen Memnon standen, derart hart bedrängt, dass sie zurückweichen mussten. Im Winter 335/334 v. Chr. traf Parmenion mit Alexander zusammen und führte das makedonisch-griechische Heer über den Hellespont. Er wurde zweiter Oberbefehlshaber und erhielt den Befehl über die gesamte Infanterie: 12.000 Makedonen, 7.000 Verbündete und 5.000 Söldner.
Während des Persienfeldzugs geriet Parmenion jedoch öfter mit Alexander aneinander: Vor der Schlacht am Granikos etwa riet Parmenion von einem verfrühten Angriff ab, in Milet war er gegen die Rücksendung der Flotte und später, als der Perserkönig Dareios III. Alexander alles Land westlich des Euphrats sowie einen hohen Goldbetrag anbot, soll Parmenion erklärt haben, wenn er Alexander wäre, würde er das Angebot annehmen. Alexander entgegnete, das würde er auch tun, wenn er Parmenion wäre. Allerdings mögen viele Äußerungen nach dem Fall des Parmenion von zeitgenössischen bzw. den späteren Geschichtsschreibern einfach Parmenion zugeschrieben worden sein, um Alexander positiver darzustellen. Unbestreitbar bleibt, dass viele Erfolge des makedonischen Heeres auf das Geschick Parmenions zurückzuführen sind.
Obwohl Parmenion weiterhin wichtige Aufgaben übernahm, so war er bei Issos wieder Kommandeur des linken Flügels, war doch andererseits die Tendenz Alexanders unverkennbar, sich vom Einfluss des alternden Generals zu lösen, dem er vielleicht auch vorwarf, seinen eigenen Ruhm zu schmälern. Dennoch erfüllte Parmenion alle Aufgaben, die ihm aufgetragen wurden; nach der Schlacht von Issos gelang es ihm sogar, den persischen Staatsschatz in Besitz zu nehmen. Alexander scheint auch nicht an seiner Loyalität gezweifelt zu haben, denn auch bei Gaugamela kommandierte Parmenion die Truppen der linken Flanke, die während der Schlacht hart bedrängt wurden. Beim Zug nach Persepolis befehligte Parmenion die Nachhut. Er habe Alexander auch von der Brandschatzung des persischen Königspalastes abgeraten, doch wollte Alexander wohl ein Zeichen im Sinne des propagierten „Rachefeldzugs“ gegen Persien setzen.
Als Alexander die Verfolgung des Dareios aufnahm, ließ er Parmenion als strategos von Medien in Ekbatana zurück. Dort wurde Parmenion, der streng alt-makedonisch gesinnt war und Alexanders (vielleicht nur scheinbare) Begeisterung für den Orient nicht teilte, Ende 330 v. Chr. bei einem Spaziergang von seinen Offizieren ermordet. Der Grund war die Hinrichtung des Philotas: Nachdem der mit Alexander ziehende Philotas, der letzte überlebende Sohn des Parmenion, sich an einer Verschwörung gegen Alexander beteiligt und sich bereits vorher defätistisch verhalten hatte, wurde er daraufhin hingerichtet. Um der befürchteten Rache des mit Teilen des Heeres in Ekbatana zurückgebliebenen Parmenion zu entgehen, gab Alexander den Todesbefehl. Dieses Ereignis wirft (wie einige andere) einen tiefen Schatten auf den Charakter Alexanders, da Parmenion sich große Verdienste erworben hat und wohl der fähigste General Alexanders war. In realpolitischer Hinsicht blieb Alexander nach der Hinrichtung des Philotas jedoch wohl keine andere Wahl, wobei es spekulativ ist, ob Alexander sich Parmenions über kurz oder lang ohnehin entledigt hätte. Sicherlich festigte diese Tat jedoch die Machtstellung Alexanders, dessen Beziehung zu Parmenion nie herzlich gewesen war und die stark darauf beruhte, dass sich Parmenion seine Unterstützung bei Alexanders Regierungsübernahme mit großem Einfluss im Heer hat vergelten lassen.